# Albert Emon
Albert Emon, né le 24 juin 1953 à Berre-l'Étang (Bouches-du-Rhône), est un footballeur international puis entraîneur français qui évoluait au poste d'attaquant.

## Biographie

### Carrière de joueur

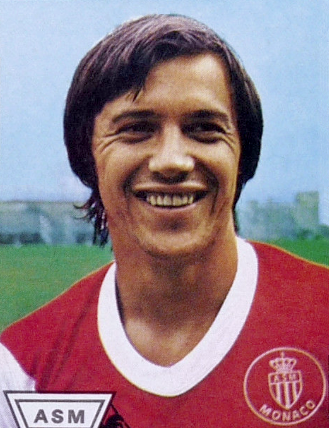
Albert Emon en 1978.

Albert Emon est formé à l'Olympique de Marseille où il effectue la plus grande partie de sa carrière de joueur (1968-1978). Il joue pour la première fois sous le maillot de l'OM contre l'AC Ajaccio le 9 janvier 1972 lors de la 20e journée de D1 (1-1). Grâce à ce seul match de la saison, il sera champion de France 1972. Il marque son premier but professionnel le 23 décembre 1973 contre les Girondins de Bordeaux lors de la 20e journée de D1 (3-1). Il s'offrira quatre doublés lors de son périple marseillais dont le premier de sa carrière contre le RC Lens. Il voit l'OM soulever la coupe de France 1976 contre l'Olympique lyonnais mais ne joue pas le match.
Il quitte le club pour le Stade de Reims, puis rejoint à peine quelques mois plus tard l'AS Monaco avec laquelle il remporte la coupe de France 1980, en battant l'US Orléans 3-1.
Après trois saisons passées sur le rocher, il rejoint l'Olympique lyonnais en 1981.
Il revient deux saisons plus tard du côté de Marseille, mais pour signer chez le voisin du Sporting Toulon Var où il reste trois saisons avant de partir terminer sa carrière à l'AS Cannes qu'il aidera à monter en Ligue 1 lors de la saison 1987. Il raccroche les crampons en 1988 mais reste au club. Sélectionné pour la première fois en bleu le 3 septembre 1975 où il est titulaire contre l'Islande, il occupe le poste d'attaquant de l'équipe de France à huit reprises et marque même un but contre le Luxembourg d'un tir brossé (3-0).

### Carrière d'entraîneur
Les crampons à peine raccrochés, il s'assoit sur le banc de touche de l'AS Cannes en tant qu'entraîneur adjoint de Jean Fernandez, son entraîneur la saison précédente. Il suit ensuite Jean Fernandez qui choisit de rejoindre l'OGC Nice deux saisons plus tard mais l'entraîneur ne reste que quelques mois avant d'être remplacé par Jean-Noël Huck dont Emon sera l'adjoint jusqu'à son départ en octobre 1992. C'est là qu'Albert Emon prend la tête de l'OGC Nice jusqu'en 1996 et permet aux Aiglons de monter en Ligue 1 lors de la saison 1993-1994.
Par la suite il entraîne le Sporting Club de Toulon (1997-1998). La saison suivante, il devient le conseiller sportif de l'EP Manosque jusqu'au 15 novembre 1999 où il devient l'entraîneur adjoint de Gérard Gili qui est nommé sélectionneur de l'Égypte. 
Après le départ de Gili en mars 2000, Albert Emon rejoint son club formateur de l'OM où il devient d'abord entraîneur de l'équipe réserve jusqu'en décembre 2001 où il devient entraîneur de l'équipe première par intérim à la suite du départ de Tomislav Ivic. Mais ce n'est pas sa première interim à la tête l'OM, la première fois en 2000, il était accompagné de Christophe Galtier pour effectuer un intérim de dix jours après la démission d'Abel Braga à la suite de mauvais résultats du technicien brésilien. À la fin de la saison, il laisse la place d’entraîneur principal et devient l'entraîneur adjoint d'Alain Perrin jusqu'à son départ en janvier 2004. Il reprend alors la tête de l'équipe réserve jusqu'à la fin de saison. La saison suivante il redevient adjoint et voit de nombreux entraîneurs défiler : José Anigo, lui-même de nouveau en intérim, Jean-Philippe Durand, Philippe Troussier et Jean Fernandez auprès de qui il a commencé. Au départ de ce dernier, Albert Emon est promu entraîneur pour la saison 2006-2007. En juin 2007, après avoir rempli la mission principale du club (se qualifier en Ligue des champions de l'UEFA), il négocie une prolongation de son contrat avec Marseille jusqu'à la fin de la saison 2008-2009.  Mais il est démis de son poste le 25 septembre 2007, à la suite d'un très mauvais début de championnat (1 seule victoire après 9 journées). Le Belge Éric Gerets le remplace. À noter qu'Emon reste tout de même dans le staff de l'OM, comme recruteur (son contrat est même prolongé jusqu'en 2012).
En juin 2009, il est nommé entraîneur de l'AS Cannes qui évolue en championnat National.
À la suite d'une série de mauvais résultats, il est limogé le lundi 31 janvier 2011.
En décembre 2012, il succède à Alex Dupont en étant nommé entraîneur de l'AC Ajaccio jusqu'à la fin de saison.
Le 20 janvier 2014, il signe à l'OM pour épauler José Anigo dans ses fonctions d'entraîneur. Il restera à l'OM jusqu'à la fin de saison.

## Statistiques

### Statistiques de joueur
| Saison                | Club                   | Championnat           | Championnat | Championnat | Coupe(s) nationale(s) | Coupe(s) nationale(s) | Compétition(s) continentale(s) | Compétition(s) continentale(s) | Compétition(s) continentale(s) | France | France | Total | Total |
| Saison                | Club                   | Division              | M.          | B.          | M.                    | B.                    | Comp.                          | M.                             | B.                             | M.     | B.     | M.    | B.    |
| 1971-1972             | Olympique de Marseille | Division 1            | 1           | 0           | -                     | -                     | -                              | -                              | -                              | -      | -      | 1     | 0     |
| 1972-1973             | Olympique de Marseille | Division 1            | 2           | 0           | -                     | -                     | -                              | -                              | -                              | -      | -      | 2     | 0     |
| 1973-1974             | Olympique de Marseille | Division 1            | 19          | 5           | -                     | -                     | -                              | -                              | -                              | -      | -      | 19    | 5     |
| 1974-1975             | Olympique de Marseille | Division 1            | 37          | 12          | 7                     | 2                     | -                              | -                              | -                              | -      | -      | 44    | 14    |
| 1975-1976             | Olympique de Marseille | Division 1            | 32          | 10          | 6                     | 0                     | C3                             | 2                              | 0                              | 5      | 0      | 45    | 10    |
| 1976-1977             | Olympique de Marseille | Division 1            | 29          | 6           | 1                     | 0                     | C2                             | 2                              | 1                              | -      | -      | 32    | 7     |
| 1977-1978             | Olympique de Marseille | Division 1            | 13          | 4           | 1                     | 0                     | -                              | -                              | -                              | -      | -      | 14    | 4     |
| 1977-1978             | Stade de Reims         | Division 1            | 6           | 4           | -                     | -                     | -                              | -                              | -                              | -      | -      | 6     | 4     |
| 1978-1979             | AS Monaco              | Division 1            | 28          | 12          | 5                     | 2                     | -                              | -                              | -                              | 2      | 1      | 35    | 15    |
| 1979-1980             | AS Monaco              | Division 1            | 29          | 10          | 9                     | 5                     | C3                             | 3                              | 0                              | 1      | 0      | 42    | 15    |
| 1980-1981             | AS Monaco              | Division 1            | 21          | 4           | 5                     | 0                     | C2                             | 2                              | 0                              | -      | -      | 28    | 4     |
| 1981-1982             | Olympique lyonnais     | Division 1            | 30          | 5           | 5                     | 1                     | -                              | -                              | -                              | -      | -      | 35    | 6     |
| 1982-1983             | Olympique lyonnais     | Division 1            | 30          | 12          | 4                     | 1                     | -                              | -                              | -                              | -      | -      | 34    | 13    |
| 1983-1984             | SC Toulon              | Division 1            | 33          | 3           | 6                     | 3                     | -                              | -                              | -                              | -      | -      | 39    | 6     |
| 1984-1985             | SC Toulon              | Division 1            | 34          | 8           | 1                     | 0                     | -                              | -                              | -                              | -      | -      | 35    | 8     |
| 1985-1986             | SC Toulon              | Division 1            | 36          | 10          | 1                     | 0                     | -                              | -                              | -                              | -      | -      | 37    | 10    |
| 1986-1987             | AS Cannes              | Division 2            | 33          | 9           | 10                    | 2                     | -                              | -                              | -                              | -      | -      | 43    | 11    |
| 1987-1988             | AS Cannes              | Division 1            | 30          | 5           | 1                     | 0                     | -                              | -                              | -                              | -      | -      | 31    | 5     |
| Total sur la carrière | Total sur la carrière  | Total sur la carrière | 443         | 119         | 62                    | 16                    | -                              | 9                              | 1                              | 8      | 1      | 522   | 137   |

### Liste des matches internationaux
| Matches internationaux d'Albert Emon | Matches internationaux d'Albert Emon | Matches internationaux d'Albert Emon         | Matches internationaux d'Albert Emon | Matches internationaux d'Albert Emon | Matches internationaux d'Albert Emon | Matches internationaux d'Albert Emon                            |
|                                      | Date                                 | Lieu                                         | Adversaire                           | Résultat                             | Compétition                          | Notes                                                           |
| ------------------------------------ | ------------------------------------ | -------------------------------------------- | ------------------------------------ | ------------------------------------ | ------------------------------------ | --------------------------------------------------------------- |
| 1.                                   | 3 septembre 1975                     | Stade Marcel-Saupin, Nantes, France          | Islande                              | 3 - 0                                | Qualification Euro 1976              | Titulaire.                                                      |
| 2.                                   | 12 octobre 1975                      | Zentralstadion, Leipzig, Allemagne           | Allemagne de l'Est                   | 2 - 1                                | Qualification Euro 1976              | Titulaire.                                                      |
| 3.                                   | 15 novembre 1975                     | Parc des Princes, Paris, France              | Belgique                             | 0 - 0                                | Qualification Euro 1976              | Titulaire.                                                      |
| 4.                                   | 27 mars 1976                         | Parc des Princes, Paris, France              | Tchéquie                             | 2 - 2                                | Amical                               | Titulaire.                                                      |
| 5.                                   | 22 mai 1976                          | Nepstadion, Budapest, Hongrie                | Hongrie                              | 1 - 0                                | Amical                               | Titulaire et remplacé par Didier Six à la 73e minute de jeu.    |
| 6.                                   | 25 février 1979                      | Parc des Princes, Paris, France              | Luxembourg                           | 3 - 0                                | Qualification Euro 1980              | Titulaire.                                                      |
| 7.                                   | 4 avril 1979                         | Tehelné pole, Bratislava, République Tchèque | Tchéquie                             | 2 - 0                                | Qualification Euro 1980              | Titulaire .                                                     |
| 8.                                   | 23 mai 1980                          | Stade Centrale Lénine, Moscou, Russie        | Union soviétique                     | 1 - 0                                | Amical                               | Titulaire et remplacé par Alain Couriol à la 46e minute de jeu. |

### Buts internationaux
| Buts internationaux d'Albert Emon | Buts internationaux d'Albert Emon | Buts internationaux d'Albert Emon | Buts internationaux d'Albert Emon | Buts internationaux d'Albert Emon | Buts internationaux d'Albert Emon | Buts internationaux d'Albert Emon | Buts internationaux d'Albert Emon |
|                                   | Date                              | Lieu                              | Adversaire                        | Score                             | Résultat                          | Compétition                       |                                   |
| --------------------------------- | --------------------------------- | --------------------------------- | --------------------------------- | --------------------------------- | --------------------------------- | --------------------------------- | --------------------------------- |
| 1.                                | 25 février 1979                   | Parc des Princes, Paris, France   | Luxembourg                        | 2-0                               | 3 - 0                             | Qualification Euro 1980.          |                                   |

### Statistiques d'entraîneur
| Saison                       | Club                         | Division                     | Pays                         | Matchs | Victoires | Nuls | Défaites | % Victoires |
| ---------------------------- | ---------------------------- | ---------------------------- | ---------------------------- | ------ | --------- | ---- | -------- | ----------- |
| 1991 - 1992                  | OGC Nice                     | Division 2                   | Drapeau de la France         | 38     | 14        | 12   | 12       | 36,84       |
| 1992 - 1993                  | OGC Nice                     | Division 2                   | Drapeau de la France         | 24     | 12        | 6    | 6        | 50,00       |
| 1993 - 1994                  | OGC Nice                     | Division 2                   | Drapeau de la France         | 43     | 18        | 18   | 7        | 41,86       |
| 1994 - 1995                  | OGC Nice                     | Division 1                   | Drapeau de la France         | 41     | 12        | 10   | 19       | 29,26       |
| 1995 - 1996                  | OGC Nice                     | Division 1                   | Drapeau de la France         | 41     | 12        | 11   | 18       | 29,26       |
| Total OGC Nice               | Total OGC Nice               | Total OGC Nice               | Total OGC Nice               | 187    | 68        | 57   | 62       | 36,36       |
| 1997 - 1998                  | Sporting Toulon              | Division 2                   | Drapeau de la France         | 18     | 4         | 6    | 8        | 22,22       |
| Total Toulon Var             | Total Toulon Var             | Total Toulon Var             | Total Toulon Var             | 18     | 4         | 6    | 8        | 22,22       |
| 2001 - 2002                  | Olympique de Marseille       | Ligue 1                      | Drapeau de la France         | 23     | 8         | 5    | 9        | 34,78       |
| 2006 - 2007                  | Olympique de Marseille       | Ligue 1                      | Drapeau de la France         | 52     | 26        | 12   | 14       | 50,00       |
| 2007 - 2008                  | Olympique de Marseille       | Ligue 1                      | Drapeau de la France         | 10     | 2         | 4    | 4        | 20,00       |
| Total Olympique de Marseille | Total Olympique de Marseille | Total Olympique de Marseille | Total Olympique de Marseille | 85     | 36        | 21   | 27       | 42,35       |
| 2009 - 2010                  | AS Cannes                    | National                     | Drapeau de la France         | 43     | 17        | 14   | 12       | 46,15       |
| 2010 - 2011                  | AS Cannes                    | National                     | Drapeau de la France         | 27     | 14        | 8    | 5        | 64,28       |
| Total AS Cannes              | Total AS Cannes              | Total AS Cannes              | Total AS Cannes              | 70     | 31        | 22   | 17       | 44,28       |
| 2012 - 2013                  | AC Ajaccio                   | Ligue 1                      | Drapeau de la France         | 20     | 4         | 10   | 6        | 20,00       |
| Total AC Ajaccio             | Total AC Ajaccio             | Total AC Ajaccio             | Total AC Ajaccio             | 20     | 4         | 10   | 6        | 20,00       |
| Total Carrière               | Total Carrière               | Total Carrière               | Total Carrière               | 453    | 227       | 118  | 101      | 50.90       |

## Palmarès

### Joueur
Il est Champion de France 1972 avec l'Olympique de Marseille et voit son club remporter la Coupe de France en 1972 puis 1976 sans jouer les finales.
Avec l'AS Monaco par contre, il remporte la Coupe de France 1980 contre l'US Orléans 3 buts à 1.

### Entraîneur
En tant qu'entraîneur, il est champion de France de deuxième division 1994 avec l'OGC Nice.
Il est finaliste de la Coupe de France 2007 avec l'Olympique de Marseille mais les Marseillais s'inclinent contre le Football Club Sochaux-Montbéliard aux tirs au but 4-5. Il est également vice-champion de France lors de la saison 2006-2007.